# Stephen DeCesare
Stephen DeCesare (* 14. Mai 1969 in Rhode Island) ist ein US-amerikanischer Komponist und Opernsänger (Tenor).

## Leben
DeCesare studierte Operngesang am Rhode Island College und trat in Rollen wie dem Rodolpho in La Bohème, dem Pinkerton in Madama Butterfly und der Titelrolle in Phantom der Oper in New York, New England, Florida und Europa auf. Seit fast zwanzig Jahren ist er Direktor für Liturgie und Musik an der Holy Cross Church in Providence.
Als Komponist ist DeCesare Autodidakt. Neben etwa zweihundert religiösen Liedern komponierte er ein Requiem, Orchesterstücke, sechs Opern und mehr als zwanzig Operetten, auch hiervon viele religiösen Inhaltes. Insgesamt umfasst sein Werkkatalog über 800 Kompositionen. Internationalen Erfolg hatte seine Oper Our Lady Of Fatima, die nach der Premiere in Providence an mehreren Opernhäusern der USA und Europas sowie im Rundfunk der USA und Kanadas gespielt wurde. Anlässlich der Seligsprechung von Papst Johannes Paul II. am 1. Mai 2011 sendete EWTN eine Aufführung seiner Mass of Divine Mercy unter Leitung des Komponisten übertragen.